# Studenec (Gorgany)
Studenec – (ukr. Студенець, Studeneć, 1600 m n.p.m.) szczyt w południowo-zachodniej części Gorganów, które są częścią Beskidów Wschodnich. Jest jednym ze szczytów zachodniego ramienia masywu górskiego, znajdującego się na wschód od Wierchu Czarnej Riki (1269 m n.p.m.). Szczyt ten znajduje się na północny wschód od szczytu Petros (1702 m n.p.m.).